# سوزوکی ویتارا برزا
سوزوکی ویتارا برزا یک کراس اوور ساب کامپکت است که توسط خودروساژ ژاپنی سوزوکی ساخته شده‌است. این خودرو در سیزدهمین نمایشگاه خودرو در سال ۲۰۱۶ رونمایی شد. این چهارمین تلاش آنها در بازار اس‌یووی در بازار پس از جیپسی، گرند ویتارا و سوزوکی اس‌ایکس۴ است. برزا اولین خودروی سوزوکی است که به‌طور کامل در هند طراحی شده‌است. همچنین از سال ۲۰۲۰ این خودرو توسط تویوتا به عنوان تویوتا سیتی کروزر به بازار عرضه می‌شود.

## موتورها

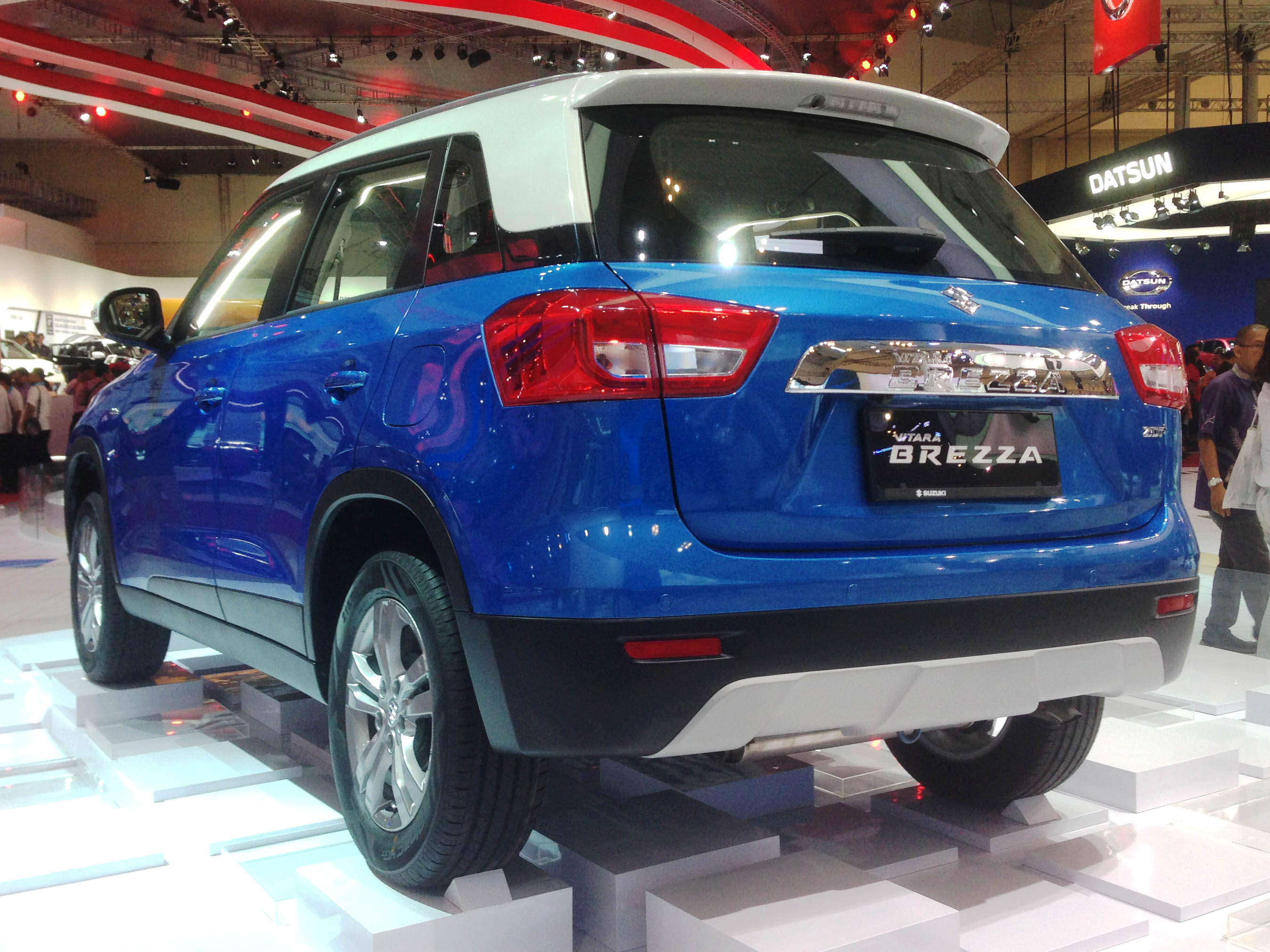
نمای عقب (قبل از فیس‌لیفت)

ویتارا برزا از سال ۲۰۱۶ تا ۲۰۲۰ از یک موتور ۱٫۳ لیتری چهار سیلندر توربودیزل بهره می‌برد. این موتور به یک گیربکس ۵ سرعته دستی یا ۵ سرعته اتوماتیک دستی متصل می‌شود.

## تویوتا سیتی کروزر (کی۱۵بی)
ویتارا برزا فیس‌لیفت شده توسط تویوتا از طریق زیرمجموعه هندی تویوتا کرلوسکار موتور به عنوان تویوتا سیتی کروزر، در ۲۲ اوت ۲۰۲۰ عرضه شد پلاک " تویوتا ایست " قبلاً برای نسخه دوقلو سری XP110 تویوتا ایست در بازار ژاپن استفاده می‌شد که بین سال‌های ۲۰۰۸ تا ۲۰۱۴ در اروپا فروخته می‌شد. این وسیله نقلیه نیز در مارس ۲۰۲۱ در آفریقای جنوبی معرفی شد.

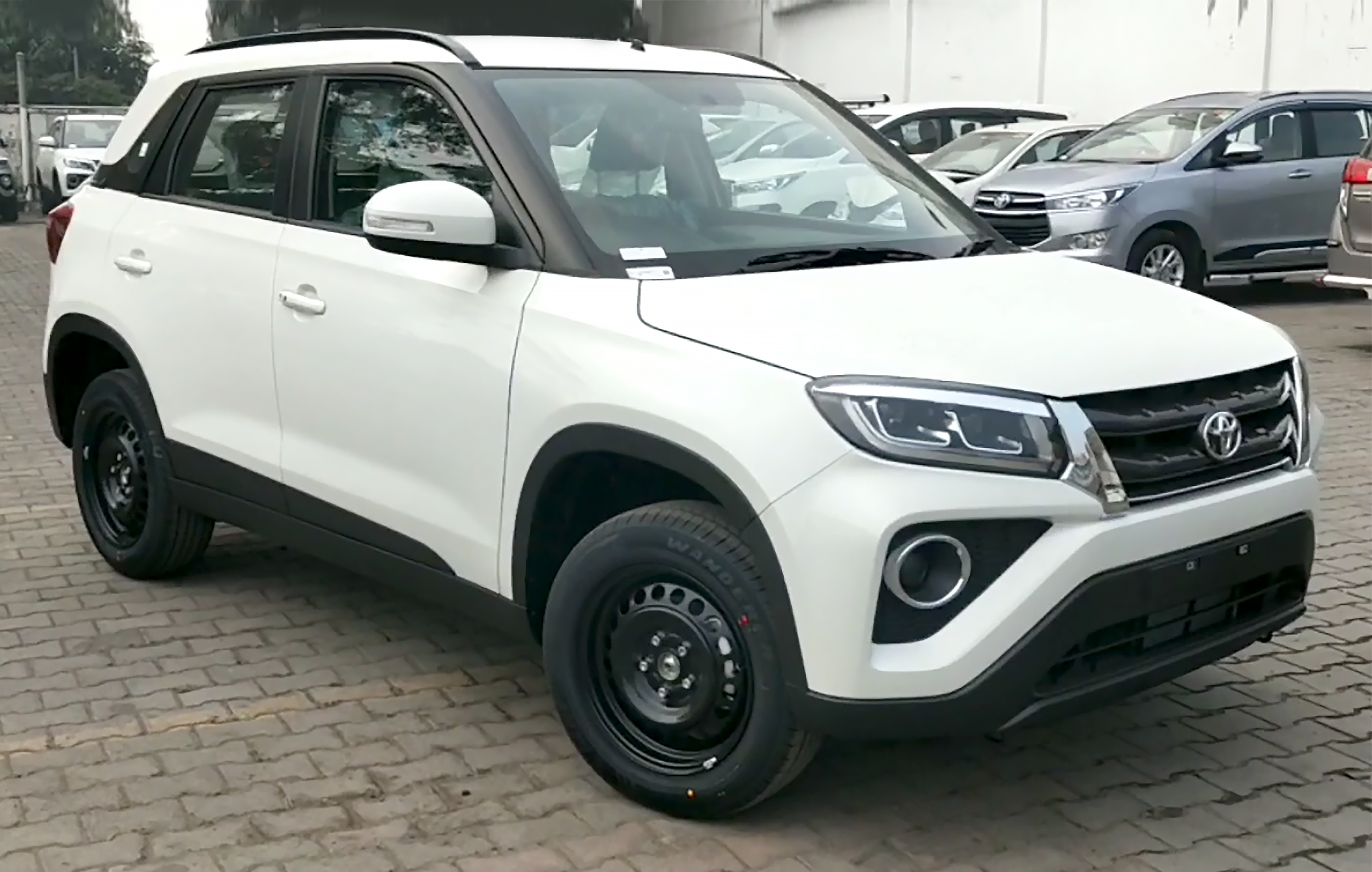
تویوتا سیتی کروزر اواسط ۲۰۲۱ (کی۱۵بی، هند)
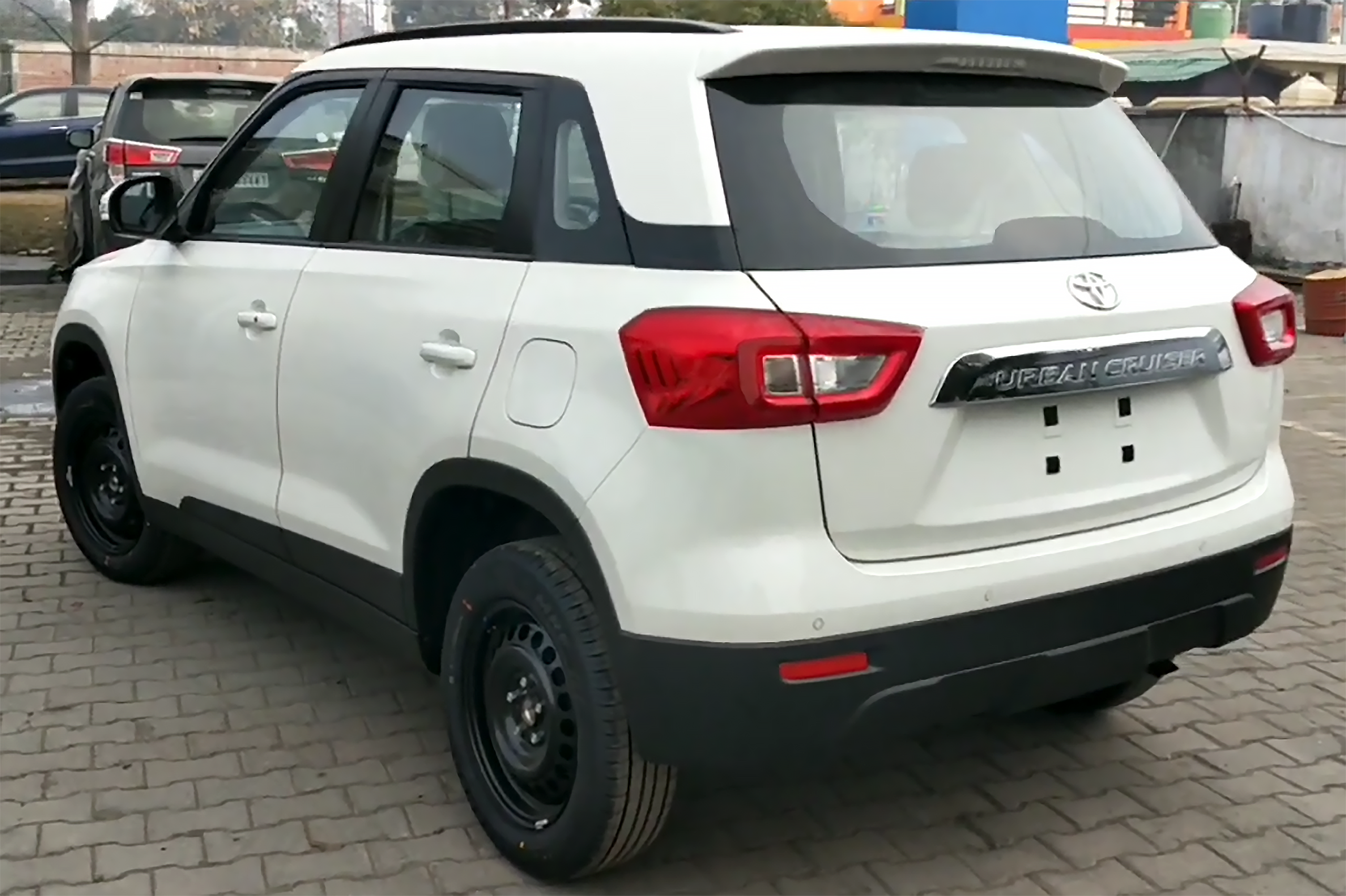
تویوتا سیتی کروزر اواسط ۲۰۲۱ (کی۱۵بی، هند)

## ایمنی
| جهانی NCAP   | جهانی NCAP  |
| ------------ | ----------- |
| ستاره‌های کلی | 4/5 ستاره   |
| سرنشین بالغ  | ۱۲٫۵۱/۱۷٫۰۰ |
| سرنشین کودک  | ۱۷٫۹۳/۴۹٫۰۰ |

## جوایز
در سال ۲۰۱۷، سوزوکی ویتارا برزا به عنوان خودروی سال هند معرفی شد.

## فروش
| سال  | هندوستان    | هندوستان   |
| سال  | ویتارا برزا | سیتی کروزر |
| ---- | ----------- | ---------- |
| ۲۰۱۶ | 85168       |            |
| ۲۰۱۷ | 140,945     |            |
| ۲۰۱۸ | 155,466     |            |
| ۲۰۱۹ | 131,732     |            |
| ۲۰۲۰ | 83666       | 7600       |
| ۲۰۲۱ | 115,962     |            |